# خالد عمبر
خالد عمبر (انگلیسی: Khaled Amber؛ زادهٔ ۲۳ آوریل ۱۹۹۴) یک بازیکن فوتبال است.